# B+ дерево

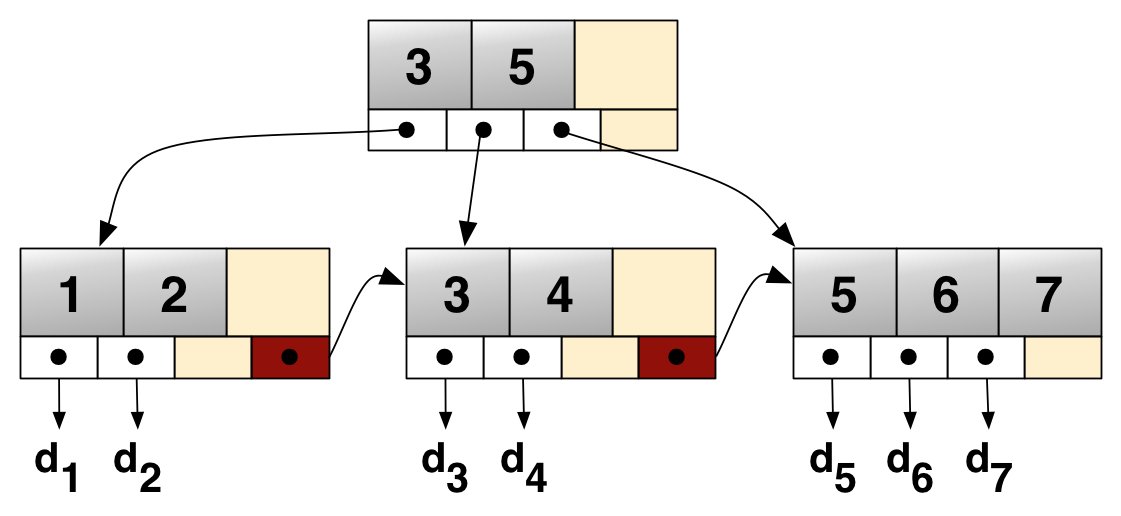
Простий приклад B+ дерева, яке пов'язує ключі 1-7 до значень даних d_{1}-d_{7}. Зв'язаний список (червоний) дозволяє швидкий обхід в центрованому порядку.

B+ дерево (англ. B+ tree) або Бі плюс дерево — тип дерева, яке подає відсортовані дані в вигляді, що дозволяє швидке додавання, отримання і видалення записів, кожен з яких ототожнений ключем. Це динамічний, багаторівневий індекс, з верхньою та нижньою межами на кількість ключів в кожному сегменті індекса (блоці або вершині). В B+ дереві, на відміну від B-дерева, всі записи зберігаються на рівні листових вузлів дерева; у внутрішніх вузлах зберігаються лише ключі.
Головне значення B+ дерева — в зберіганні даних для швидкого отримання в блоково-орієнтованих сховищах — особливо, файлових системах. Це здебільшого через те, що на відміну від двійкового дерева пошуку, B+ дерева мають дуже значне розгалуження (зазвичай близько 100 й більше), що зменшує кількість операцій введення-виведення потрібних для знаходження елемента в дереві.
Файлові системи NTFS, ReiserFS, NSS, XFS, JFS і ReFS використовують цей тип дерева для індексування метаданих. Реляційні системи керування базами даних такі як IBM DB2, Informix, Microsoft SQL Server, Oracle 8, Sybase ASE, і SQLite підтримують цей тип дерев для табличних індексів. СКБД ключ-значення такі як CouchDB, Tokyo Cabinet підтримують цей тип дерева для доступу до даних.

## Загальний огляд
Порядок або покажчик галуження b для B+ дерева вимірює місткість вершин (тобто кількість дочірніх вершин) для внутрішніх вузлів дерева. Поточна кількість дочірніх вершин, тут позначається як m, для внутрішніх вузлів обмежується {\displaystyle \lceil b/2\rceil \leq m\leq b}. Корінь становить виняток: йому дозволено мати всьог дві дочірні вершини. Наприклад, якщо порядок B+ дерева 7, кожна внутрішня вершина (за винятком кореня) може мати від 4 до 7 дочірніх. Листя не мають дітей, але мають містити від {\displaystyle \lfloor b/2\rfloor } до {\displaystyle b-1}. У випадку якщо B+ дерево майже попрожнє, воно містить лише одну листову вершину, тоді корінь буде листом. Такій вершині дозволено містити від 1 до b ключів.
| Тип вершини                                 | Тип дитини          | Мін. дочірніх                       | Макс. дочірніх | Припустимо b = 7 | Припустимо b = 100 |
| ------------------------------------------- | ------------------- | ----------------------------------- | -------------- | ---------------- | ------------------ |
| Корінь (коли це лише одна вершина в дереві) | Ключі               | 1                                   | b              | 1 - 7            | 1 - 100            |
| Корінь                                      | Внутрішні або листя | 2                                   | b              | 2 - 7            | 2 - 100            |
| Внутрішя вершина                            | Внутрішні або листя | {\displaystyle \lceil b/2\rceil }   | b              | 4 - 7            | 50 - 100           |
| Вершина лист                                | Ключі               | {\displaystyle \lfloor b/2\rfloor } | b - 1          | 3 - 6            | 50 - 99            |

## Характеристики
Для Б+ дерева з покажчиком галуження b та h рівнями індексів:
- Максимальная кількість записів, що зберігаються {\displaystyle n_{max}=b^{h}-b^{h-1}}
- Мінімальна кількість записів, що зберігаються {\displaystyle n_{min}=2\left\lceil {\frac {b}{2}}\right\rceil ^{h-1}}
- Мінімальна кількість ключів {\displaystyle n_{kmin}=2\left\lceil {\frac {b}{2}}\right\rceil ^{h}-1}
- Максимальна кількість ключів {\displaystyle n_{kmax}=n^{h}}
- Простір, необхідний для зберігання дерева {\displaystyle O(n)}
- Вставка запису потребує {\displaystyle O(\log _{b}n)} операцій
- Пошук запису потребує {\displaystyle O(\log _{b}n)} операцій
- Видалення (вже знайденого) запису потребує {\displaystyle O(\log _{b}n)} операцій
- Виконання запиту, який отримує діапазон значень, що містить k елементів, потребує {\displaystyle O(\log _{b}n+k)} операцій
- Виконання сторінкового запиту з розміром сторінки s та номером сторінки p потребує {\displaystyle O(p*s)} операцій

## Алгоритми

### Пошук
Корінь Б+ дерева представляє весь діапазон значень в дереві, де кожен внутрішній вузол є підінтервалом.
Нехай необхідно знайти значення k. Починаючи з кореня виконується пошук листа, який може містити значення k. На кожному вузлі необхідно з'ясувати, на який наступний внутрішній вузол необхідно слідувати. Внутрішній  вузол Б+ дерева має не більше ніж b дітей, кожен з яких являє собою окремий підінтервал. Ми обираємо відповідний вузол за допомогою пошуку у ключових значеннях вузла.
```
Function
: search (k)
  
return
 tree_search (k, root);
 

Function
: tree_search (k, node)
  
if
 node is a leaf 
then

    
return
 node;
  
switch
 k 
do

  
case
 k < k_0
    
return
 tree_search(k, p_0);
  
case
 k_i ≤ k < k_{i+1}
    
return
 tree_search(k, p_{i+1});
  
case
 k_d ≤ k
    
return
 tree_search(k, p_{d+1});
```

Цей псевдокод розрахован на те, що дублікати не допускаються.

### Додавання
В першу чергу необхідно знайти блок, в який необхідно додати новий запис.
- Якщо блок не повністю заповнений (кількість елементів після вставки не більше ніж {\displaystyle b-1}), то додати запис
- В іншому випадку необхідно розщепити блок
  - Додати новий блок, перемістити половину елементів з існуючого до нового
  - Додати найменший ключ та адресу з нового блоку до батьківського блоку
  - Якщо батьківський блок заповнено, аналогічно розділити його.
    - Додати середній ключ до батьківського блоку

  - Повторювати, поки батьківський блок не буде потребувати розщеплення.
- Якщо розщеплюється корінь — створити новий корінь, який має один ключ і два покажчика (значення, яке додається до кореня, видаляється з свого вузла)

Б-дерева розширюється зі сторони кореня, а не зі сторони листів.

### Видалення
В першу чергу необхідно знайти блок, в якому знаходиться запис, який необхідно видалити.
- Видалити запис
  - Якщо блок хоча б наполовину заповнений – завершення алгоритму
  - Якщо блок має менше елементів
    - Виконати спробу перерозподілити елементи, тобто додати до вузла елемент з брата (вузла, з яким поточний має спільного батька)
    - Якщо виконати перерозподіл не вдалось, об'єднати вузол з братом
- Якщо відбулося об’єднання, видалити запис (який вказує на видалений блок або його брата) з батьківського блоку
- Об’єднання може поширюватись на корінь, тоді відбувається зменшення висоти дерева

### Масове завантаження
Маючи набір записів даних необхідно створити індексне Б+ дерево за деяким ключовим полем. Один підхід полягає у вставці кожного запису в порожнє дерево окремо. Тим не менш, це досить дорого, тому що для додавання кожного запису необхідно виконати весь алгоритм – пройти від кореня до листового вузла. Ефективною альтернативою є використання масового завантаження:
- Відсортувати записи, що додаються, відповідно до ключів
- Створити порожній вузол, який буде кореневим, та додати до нього покажчик на перший блок записів
- Коли корінь повний – розщепити корінь, створити новий кореневий вузол
- Додавати записи в крайній правий індексний вузол, на рівень вище листового рівня, поки всі дані не будуть додані

Коли самі праві індексні вузли заповнюються – відбувається розщеплення. Це, в свою чергу, викликає розщеплення самого правого вузла на рівень вище до кореня. Тобто, розщеплення відбувається тільки у самому правому шляху від кореня до листових вузлів.